# Sphaceloma lippiae
Sphaceloma lippiae är en svampart som beskrevs av R.C. Baines & Cummins 1939. Sphaceloma lippiae ingår i släktet Sphaceloma och familjen Elsinoaceae.   Inga underarter finns listade i Catalogue of Life.